# Hubert Klausner

Hubert Klausner

Hubert Klausner (* 1. November 1892 in Raibl im Kanaltal; † 12. Februar 1939 in Wien) war ein österreichischer Offizier und Politiker (NSDAP – Hitlerbewegung und NSDAP). Er war NSDAP-Gauleiter und kurze Zeit Minister für Inneres und Kultus im „Land Österreich“ unter dem Reichsstatthalter Seyß-Inquart, nomineller Landeshauptmann von Kärnten sowie Mitglied des Reichstags.

## Leben
Der Sohn eines k.k. Finanzwachebeamten besuchte das Gymnasium in Villach, an dem er ab 1909 der pennal conservativen Burschenschaft Arminia angehörte, und legte 1912 die Matura ab. Er meldete sich dann als Einjährig-Freiwilliger und absolvierte 1913 die Reserveoffiziersschule. Danach diente er im Ersten Weltkrieg als Leutnant in Galizien, wo er 1915 schwer verwundet wurde, und dann als Oberleutnant an der italienischen Front. Da seine rechte Hand gelähmt blieb, wurde er 1916 von den Kampfhandlungen abgezogen, der Kommandantur der Verwundetensammelstelle in Klagenfurt zugeteilt und anschließend bis Kriegsende mit der Leitung des k.u.k. Rekonvaleszentenhauses in Trient betraut. Zwischen 1919 und 1920 beteiligte er sich als Kommandant des Volkswehrbataillons der „Achterjäger“ (ein Nachfolgeverband des k.u.k. Feldjägerbataillons Nr. 8) am Kärntner Abwehrkampf und trat 1920 in das österreichische Bundesheer ein, in dem er bald zum Hauptmann befördert wurde. Seine parteipolitische Heimat fand er zunächst in der Großdeutschen Volkspartei, jedoch früher als die Mehrzahl ihrer Mitglieder trat Klausner bereits 1922 der österreichischen Nationalsozialistischen Partei bei, aus der er wegen der Spaltung der österreichischen Gruppen 1927 jedoch wieder austrat. 1930 wurde er zum Major befördert – sein letzter aktiver Militärrang im österreichischen Heer, das ihn 1933 als politisch Gemaßregelten mit der „Wartegebühr“ – einem gekürzten Sold – und dem Ausschluss von jeder Beförderung bestrafte.
Zum 14. Februar 1931 trat Klausner erneut in die NSDAP ein (Mitgliedsnummer 440.737), die in Kärnten 1931/32 bei Gemeinderats- und Landtagswahlen nun an Einfluss gewann. Als einer der ersten Offiziere des österreichischen Bundesheeres in der NSDAP machte er als Parteipropagandist, der viel persönliche Sympathie genoss, in Heereskreisen von sich reden, blieb jedoch als Klagenfurter Gemeinderat eher im Hintergrund und war keineswegs jener Fraktionsmotor, als der er später verherrlicht wurde, wie er wohl auch ebenso wenig der „Andreas Hofer“ des Kärntner Abwehrkampfes war, zu dem ihn die Parteireklame stilisierte.
Mit der Bestellung Klausners zum stellvertretenden Gauleiter der NSDAP von Kärnten im Januar 1933 jedoch begann sein nun steiler Aufstieg, der nur einmal eine kurze Unterbrechung erfuhr. Er wurde Kommunalreferent der Gauleitung, übernahm im März auch die Bezirksleitung von Klagenfurt-Stadt und Klagenfurt-Land, und wieder zwei Monate darauf, im Mai 1933, war er bereits Gauleiter und hatte die Leitung der NSDAP in Kärnten, jedoch trat nach dem Parteiverbot Moritz Czeitschner unter dem Schutz seiner Abgeordnetenimmunität in der Öffentlichkeit als Gauleiter auf. Dennoch wurde Klausner in der Zeit des Ständestaats in Österreich mehrmals – im Januar 1935, im Februar 1936 sowie 1937 – für einige Monate inhaftiert, nachdem er bereits im Juni 1933 einer der 252 verhafteten Kärntner NS-Funktionäre gewesen war, die in der Folge des NS-Terrors verhaftet worden waren. Zwar war er am 8. Oktober 1936 auf Betreiben des am 23. Juli 1936 amnestierten und aus österreichischer Haft entlassenen alten und nun wieder neuen österreichischen NSDAP-Landesleiters Josef Leopold in einer Münchner Sitzung der österreichischen Gauleiter als Gauleiter von Kärnten abgesetzt worden, doch all diese Maßnahmen hinderten ihn nicht daran, weiter für die NS-Bewegung tätig zu sein und sein Haus in Latschach am Faaker See zum Hauptquartier der illegalen Gauleitung zu machen, was auch Früchte trug: Am 21. Februar 1938 zitierte Hitler den österreichischen NSDAP-Landesleiter Leopold, der nach der Entmachtung Klausners auch Friedrich Rainer und Odilo Globočnik aus ihren Funktionen entlassen hatte, nach Berlin, wo er ihn verrückter Befehle und verantwortungslosen Handelns zieh und ihn aufforderte, sämtliche Parteifunktionen zurückzulegen und Österreich zu verlassen, Hubert Klausner aber die Leitung der österreichischen NSDAP übergab. So war es Klausner, der am 12. März 1938 um 13:00 Uhr in einer Radioansprache die Machtübernahme in Österreich durch die NSDAP ankündigte und die Parole „ein Volk, ein Reich“, nun ergänzt durch „ein Führer“, ausgab, die nach seiner Rede überall skandiert wurde. Zusammen mit Ernst Kaltenbrunner, Rainer und Globočnik empfing er am selben Tag den Reichsführer SS Heinrich Himmler auf dem Wiener Flughafen als ersten bedeutenden NS-Funktionär aus Deutschland und trat am selben Tag in die SS (SS-Nummer 292.772) mit dem Rang eines SS-Oberführers ein, wo er nach nur einem halben Jahr zum SS-Brigadeführer avancierte.
Nach dem Anschluss an das Deutsche Reich wurde Klausner von Arthur Seyß-Inquart am 13. März 1938 zum Minister für politische Willensbildung im ersten nationalsozialistischen Kabinett ernannt und am 22. Mai desselben Jahres zum Stellvertreter des Reichskommissars Josef Bürckel sowie gleichzeitig zum österreichischen Innen- und Kultusminister. Im April gab es die Erwägung, Klausner zum Gauleiter eines zu errichtenden großen Südgaus bestehend aus Kärnten und der Steiermark zu machen, Anfang Mai tauchte Klausners Name auch in den Diskussionen um den Posten des Gauleiters von Wien auf, denn seine charakterlichen Qualitäten „könnten in dem sonst so zerrissenen Wien bestens ausgleichen und glätten“, doch Klausner lehnte sofort ab, ihm lag das Wiener Pflaster nicht, er wollte zurück nach Kärnten.
Klausners Anliegen wurde nur teilweise erhört: Zwar wurde er nominell zum Landeshauptmann von Kärnten ernannt und erhielt mit Führer-Entschließung vom 23. Mai 1938 auch das Amt des Gauleiters von Kärnten übertragen, wobei als besondere Auszeichnung angesehen wurde, dass die Vereidigung der sieben österreichischen Gauleiter am 24. Juli im Großen Wappensaal des Klagenfurter Landhauses stattfand, doch musste er weiterhin als Innen- und Kulturminister in Wien bleiben. In Kärnten blieb Franz Kutschera sein „mit der Führung des Gaues betrauter“ Stellvertreter, der als solcher auch stets Gauleiter genannt wurde, während im Bereich der staatlichen Verwaltung weiterhin der seit 12. März 1938 als „kommissarischer Leiter der Landeshauptmannschaft“ fungierende Wladimir von Pawlowski nun als „mit der Leitung der Landeshauptmannschaft betraut“ genannt wird. Nach der Reichstagswahl vom 10. April 1938 saß Klausner als Abgeordneter für das Land Österreich im nationalsozialistischen Reichstag.
Hubert Klausner starb am 12. Februar 1939 ganz plötzlich in Wien. Trotz Klausners herausragender Position lautete die Todesnachricht von Bürckels Presseamt am selben Tag in wenigen kargen Worten: „Gauleiter Minister Klausner ist heute Vormittag in seiner Wiener Wohnung einem Gehirnschlag erlegen“. Dann allerdings ordnete Gauleiter Bürckel in einem Rundruf an die Gaupresseamtsleiter an, dass „selbstverständlich … die Nachricht von dem Hinscheiden des Gauleiters Minister Klausner in allen Zeitungen groß aufzumachen“ sei. Zu seinem Staatsbegräbnis in Klagenfurt erschien auch Adolf Hitler mit zahlreichen NS-Spitzen wie dem SS-Obergruppenführer Reinhard Heydrich, dem General der Polizei und Leiter des Reichssicherheitshauptamts, oder dem Führerstellvertreter Rudolf Heß und hielt die Gedenkrede. Die eigentliche Bestattung fand allerdings nicht in Klagenfurt statt. In der Gauhauptstadt aber wurde der Völkermarkter Ring in Hubert-Klausner-Ring umbenannt.
Der plötzliche Tod Klausners gab Anlass zu allerlei Gerüchten und Spekulationen und führte zur These, er sei nicht eines natürlichen Todes gestorben. Unter Berufung auf Aussagen von Klausners Gattin schrieb sein ehemaliger Adjutant, der Pflanzensoziologe Erwin Aichinger, von einem von Bürckel veranlassten Giftmord durch die SS, weil Bürckel den Auftrag gehabt habe, „die traditionellen Parteistrukturen in Österreich zu liquidieren und die zum Separatismus neigende Partei streng reichseinheitlich auszurichten“, denn „von allen Österreichern war niemand vom Anschluß mehr enttäuscht als einige der führenden Nationalsozialisten“.
Er erhielt zahlreiche Auszeichnungen, unter anderem das Militärverdienstkreuz mit Kriegsdekoration und Schwertern, das Signum Laudis mit Schwertern, das Karl-Truppenkreuz sowie das Kärntner Kreuz für Tapferkeit 1. und 2. Klasse.
An der Universität Wien bestand während der nationalsozialistischen Herrschaft eine aus den vormaligen Landsmannschaften der Salzburger und Kärnten gebildete Kameradschaft Hubert Klausner des NS-Studentenbundes.